# Вилхелмстал
Вилхелмстал (њем. Wilhelmsthal) општина је у њемачкој савезној држави Баварска. Једно је од 18 општинских средишта округа Кронах. Према процјени из 2010. у општини је живјело 4.036 становника. Посједује регионалну шифру (AGS) 9476189.

## Географски и демографски подаци
Вилхелмстал се налази у савезној држави Баварска у округу Кронах. Општина се налази на надморској висини од 450 метара. Површина општине износи 42,9 km². У самом мјесту је, према процјени из 2010. године, живјело 4.036 становника. Просјечна густина становништва износи 94 становника/km².